# رايجاد
رايجاد رمزها «RG» (بالإنجليزية: Raigad) ، هو تقسيم إداري لدولة الهند تتبع ولاية ماهاراشترا (بالإنجليزية: Maharashtra) ، مركزها هو مدينة عليباج (بالإنجليزية: Alibag) عدد سكانها حسب تعداد سنة 2001 هو 2,205,972 ، مساحتها 7,152 كم² وكثافة السكان 308 لكل كم² .